# 日本シャッター製作所
株式会社日本シャッター製作所（にほんシャッターせいさくしょ）は、シャッターを取り扱うメーカー。1986年業界第4位であった(旧)日本シャッター製作所・大阪本社が、業界第3位の東洋シヤッターと合併。以後独立しブランド名を継承した。本社は東京都大田区。工場は群馬県高崎市。

## 沿革
- 1952年 初代社長、神田正平、特許神田式バランスシャッターの名称にて製造販売開始。
- 1959年 株式会社日本シャッター製作所(東京法人)設立。川崎市新丸子に工場建設操業開始。
- 1980年 群馬県高崎市に株式会社日本シャッター高崎工場を建設操業開始。
- 1986年 (旧)株式会社日本シャッター製作所(大阪本社)と東洋シヤッター株式会社と合併。
- 同年、株式会社日本シャッター製作所として独立、本社を東京都大田区へ移転。

## 主な取扱商品
- シャッター(住宅、商業施設、工場、防災用)
- スチールドア
- 看板・シャッター付収納庫(業務用)

など

## 所在地
株式会社日本シャッター製作所
- 東京都大田区上池台1-14-21

株式会社日本シャッター高崎工場
- 群馬県高崎市中大類町628-1